# 內容擾亂系統
内容扰乱系统（英语：Content Scramble System，CSS），是通过种子生成密钥，对DVD进行流加密的技术。它也作为数字版权管理系统，曾应用于几乎所有的DVD光盘。CSS有一个40-bit的流加密算法，1996年首次投入使用，1999年被首次破解。
CSS目前已被更高级的加密技术如运用于高清DVD（HD DVD）和蓝光的AES，AACS所取代。它们分别拥有56和128个比特的密钥长度。

## 概述
密钥流的种子取决于LFSR（线性反馈移位寄存器）的初始状态，鉴于当时的技术水平，每个种子长度仅为5个字节，即40 比特。而前2字节组成17-bit LFSR，后3字节组成25-bit LFSR，其余部分从内容部分获取（明文部分）。

## deCSS
deCSS是一个针对CSS的破解软件。